# Мария Бръчкова
Мария Г. Бръчкова е българска археоложка.

## Биография
Родена е на 26 февруари 1889 г. в Русе. През 1911 г. завършва история и география в Софийския университет. След това до 1913 г. специализира археология в Берлин. От 1919 г. е учителка в първа софийска девическа гимназия. От 20 януари 1919 г. е уредник на Библиотеката на Националния археологически музей на БАН. Тя наред с Вера Иванова-Мавродинова е сред първите жени, които работят в музея. Остава на тази позиция до 1923 г. През 1923 г. по назначение от Богдан Филов оглавява археологическа експедиция до Никополис ад Иструм. Води кореспонденция с такива учени като Гаврил Кацаров, Васил Златарски, Димитър Дечев и Петър Мутафчиев. През 1924 г. заминава за Германия, където защитава дисертация. След това се премества в Рим, където попада в кръга на проф. Валтер Амелунг. Там продължава да участва в разкопки и да изследва частни колекции. Между 1927 и 1930 г. е сътрудник на обществото Магна Греция в Рим. През 1931 г. е назначена на работа във филиала на Германския археологически институт в Рим като референт на славянските списания по археология. До 1937 г. е научен сътрудник на института. Мястото на раковината в античното изкуство. Завръща се в България през 60-те години и започва работа като нещатен сътрудник на Археологическия институт на БАН. Член е на Българското историческо дружество (1919) и Българския археологически институт (1924). Умира през 1968 г.

## Трудове
Maria Bratschkova. Die Muschel in der antiken Kunst. Известия на Българския археологически институт, 1938 награда „Рада Киркович“